# IR-Klasse WAG-9
Die WAG-9 ist eine Elektrolokomotive der Indian Railways für den Betrieb mit 25 kV-Wechselstrom mit einer Frequenz von 50 Hz, die seit 1997 gebaut wird. Nachdem die ersten sechs Lokomotiven aus der Schweiz importiert worden waren, begann der Bau der Lokomotiven in den Chittaranjan Locomotive Works (CLW) und wurde später auf weitere indische Lokomotivfabriken ausgedehnt. Die Bezeichnung der Baureihe setzt sich aus W für wide ‚Breitspur‘, A für alternating current ‚Wechselstrom‘ und G für goods ‚Güter‘ für Güterzuglokomotive zusammen. Hinter dem Bindestrich folgt eine 9 um die 9. Generation der WAG-Lokomotiven zu kennzeichnen.

## Geschichte
Indien entwickelte ab Ende der 1970er-Jahre erfolgreiche Stufenschalter-Lokomotivbaureihen, wie die WAG-5, WAG-7, WAP-4 und WCAM-3. Dennoch war die Technik dieser Baureihen Anfang der 1990er-Jahre veraltet, denn in Europa wurden die ersten großen Serien von Hochleistungslokomotiven mit Drehstromantrieb und Mikroprozessorsteuerung gebaut, die einen höheren Wirkungsgrad hatten und über eine leistungsfähige Nutzbremse verfügten.
Im Juli 1993 erhielt die ABB-Landesgesellschaft der Schweiz einen Auftrag für die Lieferung von Lokomotiven mit Drehstromantrieb in GTO-Thyristor-Technik, wobei 22 Güterzuglokomotiven WAG-9 und 11 Reisezuglokomotiven WAP-5 zu liefern waren. Mit dem Liefervertrag war auch ein Technologietransfer-Vertrag verknüpft, mit dem die weitere Produktion der Lokomotiven in Indien ermöglicht wurde.
Lokomotivkasten und Drehgestelle der ersten sechs Lokomotiven mit den Nummern 30000 bis 31005 wurden im ABB Werk Dandenong in Australien gebaut und in der Schweiz im Traktionsausrüstungsmontagewerk TRAMONT der ABB in Zürich Oerlikon mit der elektrischen Ausrüstung versehen. Die fertig montierten und in Betrieb genommenen Lokomotiven wurden auf einen Plattformwagen geladen und über den Hauensteinpass nach Basel zur Verschiffung im Rheinhafen verbracht. Von dort wurden die Lokomotiven nach Rotterdam verbracht und mit einem Schwimmkran als Projektladung auf ein Schiff der Shipping Corporation of India (SCI) geladen, das den Hafen von Kalkutta ansteuerte, wo die sechs Lokomotiven Anfang 1997 eintrafen.
Weitere 14 Lokomotiven wurden aus Materiallieferungen aus der Schweiz und Australien in den CLW zusammengebaut. Sie trugen die Nummern 31006 bis 31021. Danach begann CLW mit der eigenen Fertigung der Lokomotiven mit Bauteilen, die von indischen Unterlieferanten beschafft wurden, darunter auch das ABB Werk in Vadodara. Die erste vollständig in Indien gefertigte Lokomotive war die 31022, die den Namen नवयुग Navyug, deutsch ‚Neues Zeitalter‘ trägt.

## Technik
Über die Stromabnehmer und einen auf dem Dach angeordneten Vakuum-Hauptschalter wird die Energie dem unter dem Lokomotivkasten angeordneten Transformator zugeführt. Über vier Sekundärwicklungen mit einer Nennspannung von 1270 V wird die Energie den beiden ölgekühlten Umrichtern zugeführt, welche die sechs Tatzlagerantriebe in den Drehgestellen mit Energie versorgen. Die Motoren sind als Drehstrom-Asynchronmaschinen mit Kurzschlussläufer ausgeführt.
Der Antriebsstrang der Lokomotive ist ähnlich demjenigen der SBB Re 460, verwendet aber wie die erste Version der Eurotunnel-Klasse 9 anstelle des Umrichters mit drei Spannungsebenen im Zwischenkreis einen solchen mit nur zwei Spannungsebenen. Erstmals wurde dem Transformator eine Filterwicklung hinzugefügt, die zwischen den Traktionswicklungen angeordnet ist.

## Varianten
Zur Unterscheidung der Unterbaureihen werden Buchstaben H für Heavy ‚schwer‘ und i für IGBT verwendet. Die beiden H im Kürzel HH stehen für high ‚höher‘ und weisen auf höhere Achslast und die höhere Leistung der Unterbaureihe WAG-9HH hin.
Von den WAG-9 werden folgende Varianten gebaut:
- WAG-9: Original-Version
- WAG-9H: Version mit zusätzlichem Ballast, Gesamtgewicht: 132 t
- WAG-9i: Version mit Umrichter in IGBT-Technologie
- WAG-9Hi: Version mit zusätzlichem Ballast und Umrichter in IGBT-Technologie
- WAG-9HH: 9000 PS-Variante

## Anstrich
Bis auf wenige Ausnahmen tragen alle Lokomotiven einen grünen Anstrich mit einem gelben Streifen in der Mitte.
Die Ausnahme sind:
- WAG-9H 31022 Navshakti, die anstelle des gelben Zierstreifen zwei weiße Zierstreifen hatte
- WAG-9H 31086 Dr Silver, purpurrot mit weißem Zierstreifen und wandhoher Schrift G\9

## Modell
Die beiden indischen Modellbahnhersteller Precision Model Works und The Pink Engine haben Modelle dieser Baureihe für die Nenngröße H0 im Programm. The Pink Engine fertigt im Maßstab 1:100, entsprechend einer im Modell korrekt umgerechneten Breitspur.